# 渡部哲郎
渡部 哲郎（わたなべ てつろう、1950年-　）は、スペイン史学者、横浜商科大学教授。専攻はスペイン史、地域研究（バスク）  。
島根県安来市生まれ。島根大学文理学部卒業、上智大学大学院文学研究科博士課程満期退学。常葉学園大学外国語学部助教授、ビルバオのデウスト大学客員教授、横浜商科大学商学部教授。

## 著書
- 『バスクもう一つのスペイン 現在・過去・未来』彩流社 1984
- 『バスクとバスク人』平凡社新書 2004

### 共編著
- 『新スペイン内戦史』川成洋共著 三省堂選書 1986
- 『やさしいスペイン語会話 日本語・英語・ローマ字つき』川成洋共著 南雲堂フェニックス 1991
- 『スペイン讃歌』川成洋共編 春秋社 1992
- 『スペイン内戦とガルシア・ロルカ』川成洋,坂東省次,小林雅夫,渡辺雅哉共編 南雲堂フェニックス 2007

## 論文
- Cinii